# Arachosia honesta
Arachosia honesta là một loài nhện trong họ Anyphaenidae.
Loài này thuộc chi Arachosia. Arachosia honesta được Eugen von Keyserling miêu tả năm 1891.